# Tometes
Genre

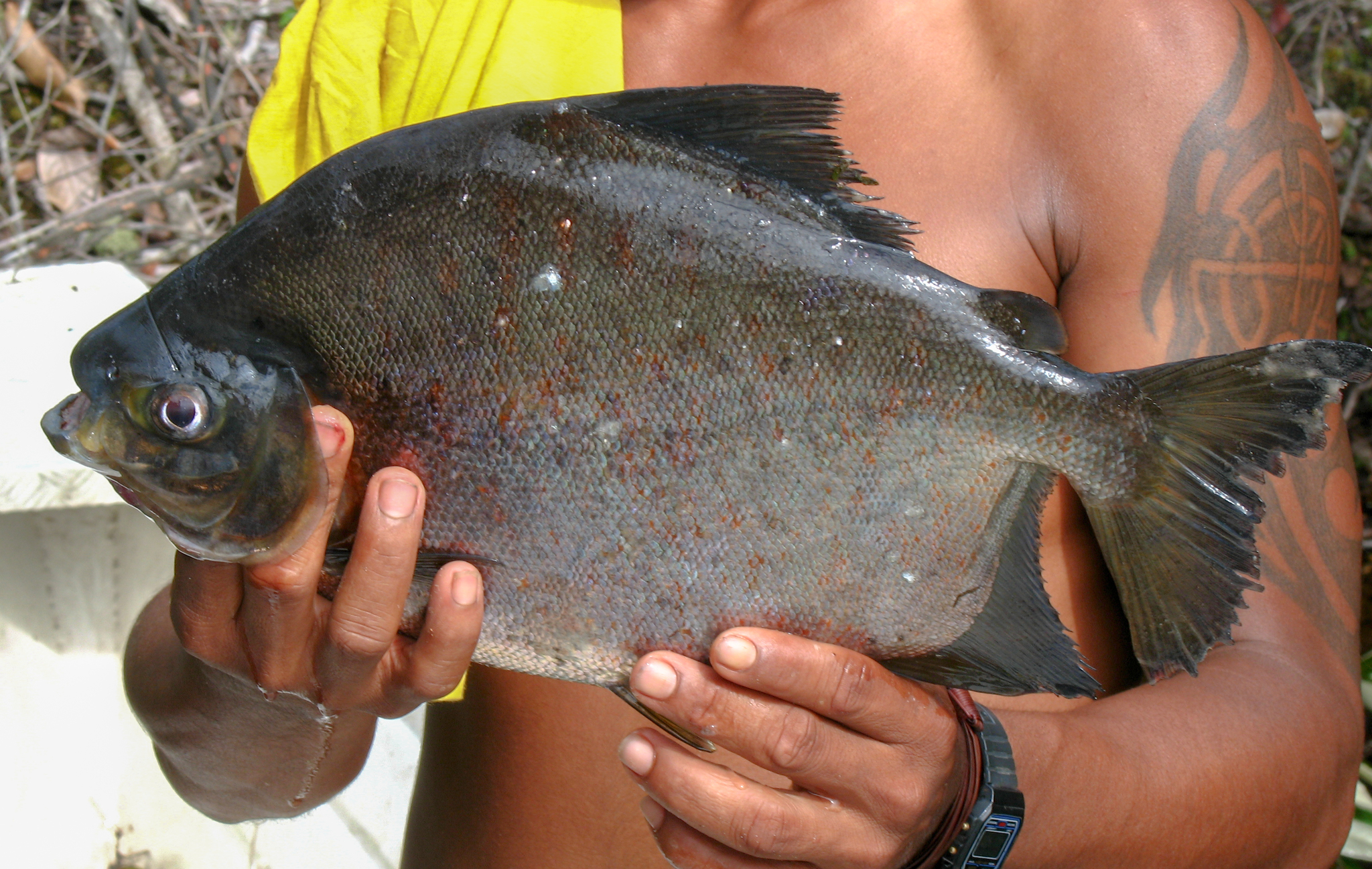

Tometes est un genre de poissons d'eau douce téléostéens de la famille des Serrasalmidae (ordre des Characiformes). Ces espèces, du nord de l'Amérique du Sud, sont rhéophiles et phytophages. Elles se rencontrent pour trois d'entre elles dans les bassins fluviaux du bouclier guyanais, tandis que la quatrième, Tometes makue, est présente des bassins du Rio Negro et de l'Orénoque.

## Liste d'espèces
Selon FishBase (30 juin 2015) :
- Tometes camunani Andrade, Giarrizzo & Jégu, 2013[2]
- Tometes lebaili Jégu, Keith & Belmont-Jégu, 2002
- Tometes makue Jégu, Santos & Belmont-Jégu, 2002
- Tometes trilobatus Valenciennes, 1850

## Systématique
Le nom valide complet (avec auteur) de ce taxon est Tometes Valenciennes, 1850.